# Angel Delgadillo
Angel Delgadillo (* 19. April 1927 in Seligman, Arizona) ist ein US-amerikanischer Friseur und Geschäftsmann, der durch sein Engagement für den Erhalt der historischen Route 66 und als einer der Initiatoren und Mitbegründer der Route 66 Association weltweite Bekanntheit erlangte.

## Leben

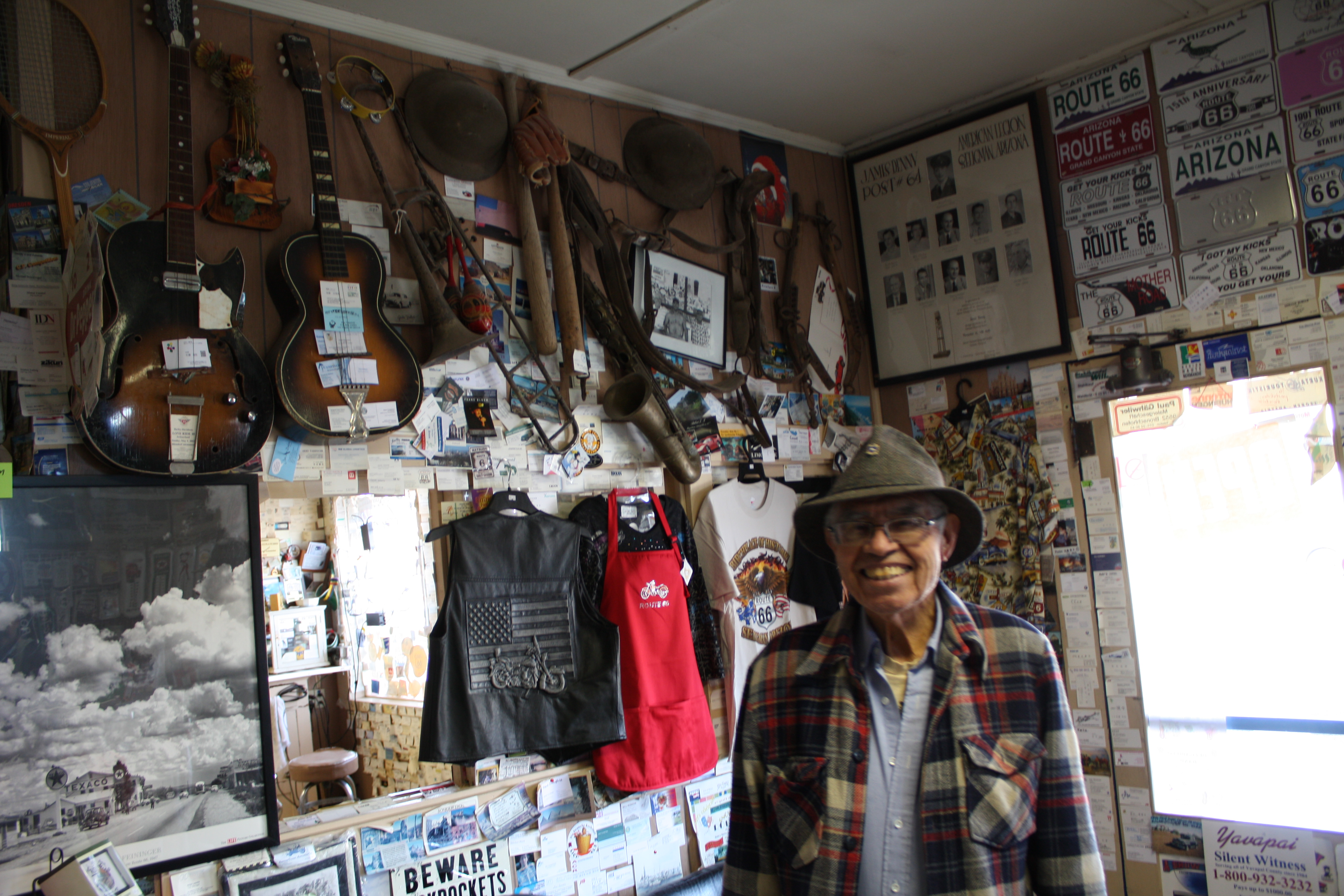
Angel Delgadillo in seinem alten Friseursalon in Seligman

Angel Delgadillo wurde in Seligman, Arizona geboren, einem kleinen Ort an der Route 66. In seiner Kindheit erlebte er noch die Durchreise hunderttausender Farmer aus Oklahoma und Arkansas, die aufgrund der „Großen Depression“ und der Dürrejahre hoch verschuldet waren und über die Route 66 nach Kalifornien zogen. Im weltberühmten Roman Früchte des Zorns von John Steinbeck wurde diese Geschichte 1939 thematisiert und später mit Henry Fonda verfilmt.
Als am 22. September 1978 ein wichtiges Teilstück des Interstate Highway 40 eröffnet wurde, führte dies schlagartig dazu, dass die Touristen den kleinen Ort Seligman weiträumig umfuhren. Seligman war wie viele andere Orte an der Route 66 über Nacht vom Durchgangsverkehr dieser wichtigen Ost-West-Verbindung abgeschnitten. Für die meisten Orte an der Route 66 mit ihren Motels, Restaurants und Tankstellen waren die Durchreisenden jedoch der Hauptwirtschaftsfaktor. Viele der betroffenen Orte verfielen zusehends.
Delgadillo und einige Gleichgesinnte wollten sich nicht damit abfinden, dass auch ihr Ort zur Geisterstadt werden sollte. Jahrelang kämpften sie dafür, dass die Route 66 als „State Historic Route“ vom Bundesstaat Arizona anerkannt und geschützt wird, bis sie 1987 tatsächlich Erfolg hatten.
Zeitgleich wurde die Nostalgiewelle um die alte Route 66 als Amerikas „mother road“ ausgelöst, und der kleine Ort Seligman rückte in den Blickpunkt weltweiten Interesses. Eines der besterhaltenen und besonders malerischen Teilstücke der alten Straße beginnt hier und führt westwärts nach Kingman, über den verschlungenen Sitgreaves-Pass weiter nach Oatman und zum Colorado-Ufer bei Topock.
In Seligman befindet sich auch das Schnellrestaurant Delgadillo's Snow Cap Drive-In, das von Angel Delgadillos Bruder Juan 1953 eröffnet wurde und inzwischen Kultstatus erreicht hat. Bis zu seinem Tod am 2. Juni 2004 unterhielt er seine Gäste mit originellen Sprüchen und Späßen.
Angel Delgadillo betrieb nebenan jahrzehntelang den örtlichen Friseursalon, der zu einem Treffpunkt von Route-66-Enthusiasten aus der ganzen Welt wurde und heute vor allem als Andenkenladen und Anlaufpunkt für Touristen dient, die den kleinen Fiseurladen mit tausenden kleiner Andenken, wie Visitenkarten, Geldscheinen, Postkarten und Nummernschildern aus aller Welt, dekoriert haben.
Über den alten Friseur Angel Delgadillo, der mittlerweile als Schutzengel der Route 66 oder als Vater der Mother Road verehrt wird, wurde in zahlreichen Artikeln, Büchern und Dokumentarfilmen zum Thema Route 66 berichtet.
In Interviews verriet der Filmemacher John Lasseter, dass der fiktive Ort Radiator Springs in seinem Oskar-nominierten Pixar-Animationsfilm Cars hauptsächlich auf Seligman basiert. Bei der Recherche über die Route 66 habe er sich mit dem alten Friseur Angel beraten, der ihm davon erzählte, wie es war, als Seligman über Nacht vom Verkehr abgeschnitten wurde und die Einnahmen im Ort wegblieben.